# Red Light (álbum)
Red Light é o terceiro álbum de estúdio do girl group sul-coreano f(x). Esse é o último álbum lançado com a integrante Sulli antes da sua saída do grupo em agosto de 2015. O álbum foi lançado oficialmente em 7 de julho de 2014, junto do MV oficial da faixa-título.

## Antecedentes e desenvolvimento
No início de 2014, um representante do departamento de produção da SM Entertainment revelou que a nova canção do f(x) estava sendo trabalhada com os compositores na "Teddy Riley Writing Camp".
Em julho, pouco antes do álbum ser lançado oficialmente, alguns clipes por trás das cenas para as filmagens do vídeo musical de "Red Light" foi revelado no Jessica & Krystal. Num comunicado de imprensa, a agência do grupo declarou: "f (x) neste álbum irá mostrar-lhe a natureza experimental, de cor única, a diferenciação de música que já foi altamente reconhecido por todos".

## Lançamento e promoção
Em 26 de junho de 2014 a SM Entertainment anunciou que  f(x) iria lançar seu terceiro álbum de estúdio, Red Light, no dia 7 de julho. Durante a semana após o anúncio, imagens promocionais do grupo foram enviados para o site oficial do grupo. Um curto filme teaser e outros dois clipes de áudio curtos também foram revelados, visualizando o vídeo musical de "Red Light" bem como duas outras canções, "Milk" e "All Night". Posteriormente, a lista de músicas e um medley dos destaques do álbum foram apresentados ao público. Em 3 de julho, antes das atividades de retorno oficial do grupo no mesmo dia, vídeo musical de "Red Light" foi totalmente revelado nas páginas oficiais da SMTown no YouTube, Facebook, bem como outros sites de música coreana.
A Fuse TV descreveu f(x) como um dos principais descolados do K-pop com seu novo single, tendo o seu vídeo musical atingindo mais de 2 milhões de visualizações no YouTube no primeiro dia.
Embora existam algumas críticas mistas sobre o conceito escuro e misterioso do álbum, f(x) discutiu que eles próprios como novos desafios e não acham este retorno "difícil". Krystal ainda acrescentou que ela gosta desse conceito atual, porque muitas vezes são-lhe dados papéis bonitos, mas só desta vez ela queria algo que pudesse fazê-la parecer mais escura e diferente.
Desde o seu lançamento, o álbum e o single "Red Light" superou todas as nove paradas musicais na Coreia do Sul. Além de o primeiro single, outras faixas como “Milk”, “All Night”, “Butterfly”, “Paper Heart” e “Rainbow”, também pegou pontos no top 10 no gráficos Genie, Olleh e Bugs. Red Light é do gênero electronic house com a mensagem significativa de se parar um pouco, em seguida, pode-se desfrutar as coisas preciosas da vida. O álbum experimenta sons diferentes e tem um total de onze faixas.

### Incidente
Foi relatado que a estação de transmissão KBS decidiu que "Red Light" era inapta para a transmissão. O motivo da decisão é que a letra de "Red Light" menciona uma marca específica: fabricação de equipamentos pesados de empresa conhecido como Caterpillar. Em resposta a isso, a SM Entertainment modificou a letra específica para o seu equivalente sul-coreano (embora agora também pode significar "órbita ilimitada" em vez de "lagarta"), redimindo a canção válida para a transmissão.

### Performances ao vivo
O grupo realizou sua primeira volta aos palcos em 3 de julho, no M! Countdown, realizando o primeiro single "Red Light" e a canção "Milk". Posteriormente, elas continuaram a sua promoção no Music Bank, Music Core, onde estreou outra canção "All Night", bem como Inkigayo.

## Lista de faixas
| N.º            | Título                    | Letras                              | Música | Duração |  |
| 1.             | "Red Light"               | Kenzie                              | Maegan Cottone, Allison Kaplan, Sherry St. Germain, Daniel Uilmann, Bryan Jarett                                                | 3:32    |  |
| 2.             | "MILK"                    | Kenzie                              | Kenzie, Teddy Riley, DOM, Engelina Larsen                                                                                       | 3:36    |  |
| 3.             | "나비 (Butterfly)"        | 신진혜 (Jam Factory)                | Thomas Troelsen, Engelina Larsen, Shin Eun Seung                                                                                | 2:57    |  |
| 4.             | "무지개 (Rainbow)"        | Misfit                              | Will Simms / Ylva Dimberg | 2:47    |  |
| 5.             | "All Night"               | Jinbo, 김미영 (Jam Factory), 이은진 | Teddy Riley, DOM, Jinbo, Ylva Dimberg                                                                                           | 3:30    |  |
| 6.             | "바캉스 (Vacance)"        | Kenzie                              | Kenzie | 3:15    |  |
| 7.             | "뱉어내 (Spit It Out)"    | Misfit                              | Caesar & Loui, Olof Lindskog, Jasmine Anderson                                                                                  | 3:02    |  |
| 8.             | "Boom Bang Boom"          | 서지음 (Jam Factory)                | Eirik Johansen, Jan Hallvard Larsen, Carl Johan Isac Gustafsson, Fredrik Haggstam, Sebastian Per Emil Lundberg, Melanie Fontana | 2:54    |  |
| 9.             | "Dracula"                 | 조윤경 (Jo Yung Yeong)              | Joachim Vermeulen Windsant, Willem Laseroms, Maarten ten Hove                                                                   | 3:14    |  |
| 10.            | "Summer Lover"            | Young-hu Kim                        | Amber J. Liu, Shin Eun Seung, Sean Alexander                                                                                    | 2:54    |  |
| 11.            | "종이 심장 (Paper Heart)" | 서지음 (Jam Factory)                | Chris Wahle, Didrik Thott, Dianna Corcoran                                                                                      | 3:25    |  |
| Duração total: | Duração total:            | Duração total:                      | Duração total: | 35:05   |  |